# She Thinks I Still Care
She Thinks I Still Care (Ella piensa que aún me importa) es una canción de estilo country compuesta por Dickey Lee y Steve Duffy, que fue interpretada por diversos artistas musicales.  El cantante George Jones se encargó de popularizarla por primera vez,  y posteriormente, en la interpretación de Elvis Presley adquirió notoriedad al haber sido incluida en el último álbum de estudio del artista, titulado Moody Blue. La versión de Presley fue editada previamente como la cara B del disco sencillo con la canción que dió título al álbum, Moodie Blue en la cara A en 1976 logrando vender por encima de las 300.000 copias e ingresando al puesto # 1 de las listas de música country.  Otras versiones destacables del tema resultaron ser las de las cantantes Cher y Connie Francis. 

## Primeras repercusiones y polémica
George Jones escuchó la canción por primera vez cuando Jack Clement se la tocó en el Gulf Coast Studio de Beaumont , propiedad de Clement junto con Bill Hall. La canción había sido escrita por Dickey Lee y Steve Duffy, dos compositores profesionales contratados por la editorial de Clement, así que Clement estaba deseando que Jones la grabara.   Según Allen, Jones mostró poco interés y respondió: «No me gusta mucho. Tiene demasiados 'porque sí'. No creo que nadie quiera escuchar esa mierda, ¿verdad?».  Sin inmutarse, tanto Clement como Hall siguieron proponiéndole la canción a Jones. 
Raymond Nalley, hermano del músico de sesión de Gulf Coast, Luther Nalley, recordó más tarde: "Tenían una grabadora vieja, destartalada  por el estudio... Cada vez que intentaban grabarle esa canción a George, él simplemente miraba la maldita grabadora y les preguntaba: "¿Cuánto me la venden?". Un día, Bill Hall finalmente le dijo: "¡Diablos, George, si grabas la canción, te doy la maldita grabadora!". 

## Grabación de Elvis Presley
Con la idea de obtener mayor material para futuras ediciones de sencillos y álbumes y ante la negativa de Presley a trasladarse a los estudios para realizar nuevas grabaciones, la compañía RCA decidió montar en la propia mansión del cantante, Graceland, un estudio de grabación, el cual finalmente tuvo lugar en la habitación conocida como Jungle Room. Allí durante las sesiones del 2 de febrero de 1976 Presley registró al menos dos versiones diferentes del tema, las cuales se editaron en diferentes momentos con mayor y menor orquestación, siendo la primera la que integraría el mencionado álbum Moody Blue. 
Se trataba de un tema que realmente era del agrado de Presley y posiblemente sea esta la versión con un carácter interpretativo más realista que exista. Presley se encargo también  de dejar registros de una versión algo más acelerada que la que finalmente RCA editó para el sencillo y el álbum oportunamente.De todas las tomas que Elvis logró del tema, RCA extrajo el máster de la # 17.
Prácticamente la totalidad de los músicos que acompañaban al cantante durante los conciertos en vivo fueron quienes participaron de las diferentes grabaciones. 

### Músicos de la sesión
- Elvis Presley - voz
- James Burton - guitarra eléctrica líder
- John Wilkinson - guitarra rítmica
- Charlie Hodge - guitarra acústica
- Jerry Scheff - bajo
- Glen Harding - piano
- David Briggs - piano eléctrico
- Ronnie Tutt - batería
- J. D. Summer & The Stamps - coros
- Kathy Westmoreland - coros
- The Sweet Inspirations - coros [6]

## Letra
La canción trata sobre un hombre que reflexiona acerca de una serie de hechos que su aparente ex novia considera válidos para pensar que él aun se interesa por ella. El narrador a lo largo de la canción menciona que solo por preguntarle a una amiga acerca de ella, solo por visitar lugares que la pareja solía visitar o por haber marcado equivocadamente su número telefónico, ella piensa que todavía le importa. La narrativa deja al libre análisis del oyente, la reflexión si en verdad al conflictuado narrador no le interesa absolutamente nada acerca de su antiguo amor y todos los pormenores que narra por los cuales ella sigue creyendo que él está aún interesado en ella, son cuestiones del azar, o si en realidad él hace todo eso con la intención de captar la atención de su antiguo amor tratando de disimular esos hechos como meras cuestiones fortuitas. 
Just because I spoke her name somewhere
Just because I rang her number by mistake today
You know she thinks I, I still care
And just because I haunt the same old places
With a memory I will linger everywhere
Just because I'm not the happy guy I used to be

Lord, you know, she thinks I still care

## Otras versiones
- Connie Francis grabó la canción como "He Thinks I Still Care" en una sesión del 18 de junio de 1962 en el Columbia Recording Studio en Nashville, Tennessee , que fue producida por Danny Davis y Jim Vienneau.  La canción tuvo un lanzamiento como sencillo en septiembre de 1962 como cara B de " I Was Such a Fool (To Fall in Love with You) ", pero obtuvo suficiente atención como para alcanzar el puesto número 57 en el Billboard Hot 100 (número 51 en el Cash Box Pop 100). [1]
- Little Willie John versionó la canción en 1962.
- Del Shannon grabó "She Thinks I Still Care" para su álbum de 1963 .[1]
- Bill Haley & His Comets grabaron una versión en español de la canción para el sello mexicano Orfeon Records alrededor de 1964. [8]
- Cher grabó la canción como "He Thinks I Still Care" en 1965 para su álbum debut en solitario All I Really Want To Do.
- Jerry Lee Lewis la versionó en su álbum de 1966 Memphis Beat .[1]
- Merle Haggard cortó la canción para su LP de 1969 A Portrait of Merle Haggard y grabó la canción nuevamente para su álbum de 2006 con Jones Kickin' Out the Footlights...Again .
- Michael Nesmith incluyó una versión de la canción en su álbum de 1972 Tantamount to Treason Vol. 1 con la Second National Band .
- Glen Campbell grabó la canción en su álbum de 1972 Glen Travis Campbell.El último álbum de Glen Campbell, Adiós, tiene una nueva versión grabada que fue lanzada en junio de 2017.[1]
- Leon Russell versionó la canción en su álbum de 1973 Hank Wilson's Back .[9]
- John Fogerty grabó la canción para su álbum de 1973 The Blue Ridge Rangers
- Anne Murray rehizo "He Thinks I Still Care" para su álbum Danny's Song de 1973 y, en 1974, esta canción se publicó como cara B de la versión de Murray de " You Won't See Me"
- Conway Twitty versionó la canción en su álbum de 1980 Heart & Soul .[1]
- Kirsty MacColl grabó la canción, al estilo de una balada de los años 50 (interpolando la melodía de " Blue Moon ") como "He Thinks I Still Care" en su álbum de 1981 Desperate Character .
- James Taylor a menudo versionaba la canción en conciertos, incluida una grabación de la misma en su álbum Live de 1993 .[1]
- Teddy Thompson incluyó una versión en su colección de 2007 de covers clásicos de country Upfront & Down Low .
- Patty Loveless versionó la canción "He Thinks I Still Care" en su álbum de 2008 Sleepless Nights .